# Ole Østmo
Ole Østmo, född 13 september 1866 i Elverum, död 11 september 1923 i Kristiania, var en norsk sportskytt.
Østmo blev olympisk silvermedaljör i frigevär vid sommarspelen 1900 i Paris.